# 17697 Evanchen
17697 Evanchen è un asteroide della fascia principale. Scoperto nel 1997, presenta un'orbita caratterizzata da un semiasse maggiore pari a 3,0002690 UA e da un'eccentricità di 0,0250464, inclinata di 10,33926° rispetto all'eclittica.